# Крапивинка (Псковская область)
Крапивинка — деревня в Ядровской волости Псковского района Псковской области.
Расположена на побережье реки Многа, в 9 км к югу от южной границы Пскова и деревни Черёха.
Численность населения деревни по состоянию на 2000 год составляла 14 жителей.